# Abdelmajid Bouyboud
Abdelmajid Bouyboud (24 de outubro de 1966) é um ex-futebolista marroquino que atuava como atacante.

## Carreira
Bouyboud fez parte do elenco da Seleção Marroquina de Futebol na Copa do Mundo de 1994. 